# Rafał Sarnecki
Rafał Jan Sarnecki (* 8. Januar 1990 in Grudziądz) ist ein polnischer Radsportler, der hauptsächlich in Kurzzeitdisziplinen auf der Bahn aktiv ist.

## Sportliche Laufbahn
2008 errang Rafał Sarnecki seine ersten beiden internationalen Medaillen: Bei den UCI-Junioren-Weltmeisterschaften in Kapstadt wurde er gemeinsam mit Karol Kasprzyk und Grzegorz Drejgier Dritter im Teamsprint gemeinsam mit den beiden denselben Fahrer Dritter bei den Junioren-Europameisterschaften. 2012 wurde er Dritter im Teamsprint bei den Bahn-Europameisterschaften in der Klasse U23, gemeinsam mit Grzegorz Drejgier und  Krzysztof Maksel. 2015 wurde er zweifacher polnischer Meister im Teamsprint (mit Maksel und Drejgier) und im Keirin. Im Oktober desselben Jahres wurde er mit Drejgier und Maksel Vize-Europameister im Teamsprint.
2016 wurde Sarnecki für die Teilnahme an den Olympischen Spielen in Rio de Janeiro nominiert. Im Teamsprint belegte er gemeinsam mit Damian Zieliński und Krzysztof Maksel Rang sieben, im Sprint Platz achtzehn. 2016, 2018 und 2019 wurde er jeweils nationaler Meister im Teamsprint. Beim Lauf des Bahnrad-Weltcups 2019/20 in Milton belegte er im Keirin Platz drei.

## Palmarès
2008
- Junioren-Weltmeisterschaften – Teamsprint (mit Karol Kasprzyk und Grzegorz Drejgier)
- Bahnradsport-Europameisterschaften der Junioren – Teamsprint (mit Karol Kasprzyk und Grzegorz Drejgier)

2010
- U23-Europameisterschaft – Teamsprint (mit Adrian Tekliński und Grzegorz Drejgier)

2012
- U23-Europameisterschaft – Teamsprint (mit Krzysztof Maksel und Grzegorz Drejgier)

2015
- Bahn-Europameisterschaften – Teamsprint (mit Krzysztof Maksel und Grzegorz Drejgier)
- Polnischer Meister – Keirin, Teamsprint (mit  Krzysztof Maksel und Grzegorz Drejgier)

2016
- Polnischer Meister – Teamsprint (mit Krzysztof Maksel und Mateusz Rudyk)

2018
- Polnischer Meister – Teamsprint (mit Krzysztof Maksel, Mateusz Rudyk und Mateusz Lipa)

2019
- Polnischer Meister – Teamsprint (mit Mateusz Rudyk und Krzysztof Maksel)

2021
- Polnischer Meister – Teamsprint (mit Mateusz Rudyk und Krzysztof Maksel)

2022
- Polnischer Meister – Teamsprint (mit Mateusz Rudyk und Krzysztof Maksel)

2024
- Bahn-Europameisterschaften – Teamsprint (mit Daniel Rochna, Mateusz Rudyk und Maciej Bielecki)